# 伊沙爾尼察鄉
44°24′N 23°44′E / 44.400°N 23.733°E
伊沙爾尼察鄉（羅馬尼亞語：Comuna Ișalnița, Dolj），是羅馬尼亞的鄉份，位於該國西南部，由多爾日縣負責管轄，面積20平方公里，海拔高度107米，2007年人口3,875，人口密度每平方公里195人。